# Badmintonfederatie Griekenland
Badminton Federatie Griekenland (Engels: Hellenic Badminton Federation) is de nationale badmintonbond van Griekenland.
De huidige president van de Griekse bond is Viktoria Chatzina. Anno 2015 telde de bond 8.400 leden, verdeeld over 90 badmintonclubs. De bond is sinds 1991 aangesloten bij de Europese Bond.

## Toernooien
De HBF is verantwoordelijk voor de organisatie van verschillende toernooien door Griekenland heen, de toernooien die door de bond georganiseerd worden zijn:
- Nationaal kampioenschap
- Nationaal gehandicapten kampioenschap